# Église Saint-Venceslas de Zderaz
 (juillet 2024).
L'église Saint-Venceslas de Zderaz (en tchèque Kostel sv. Václava na Zderaze) est une église située dans le quartier de Prague 2 à Nové Město.

## Histoire et description
L'église remonte au XIIe siècle. Un rapport de 1278 mentionne la consécration de l'église St-Venceslas dans le village de Zderaz par l'évêque de Prague Valentin, qui eut lieu le 26 novembre 1181.
Le village de Zderaz est d'origine ancienne et dérive étymologiquement du nom du propriétaire Zderad.
Des vestiges de la nef romane et du clocher de l'église sont encore visibles sur la façade. Dans le cadre de son élévation en église paroissiale, l'église a été transformée en style gothique avant 1399. Des fragments de peintures murales gothiques datant d'environ 1400 (représentation de l'Arbre de Jessé ?) ont été conservés dans le presbytère. Ce n'est qu'en 1586/87 que les deux nefs reçurent des voûtes en étoile. Le chœur et la sacristie sont du début du baroque (XVIIe siècle). En 1904, le cimetière et les alentours furent supprimés pour être lotis. En 1909, le Conseil municipal de Prague chargea des architectes de sauver l'église. Ce n'est qu'après l'achat de l'édifice par l'Église hussite tchécoslovaque en 1926, que la reconstruction fut achevée et l'église reconsacrée pour le millénaire de Saint-Venceslas en 1929.

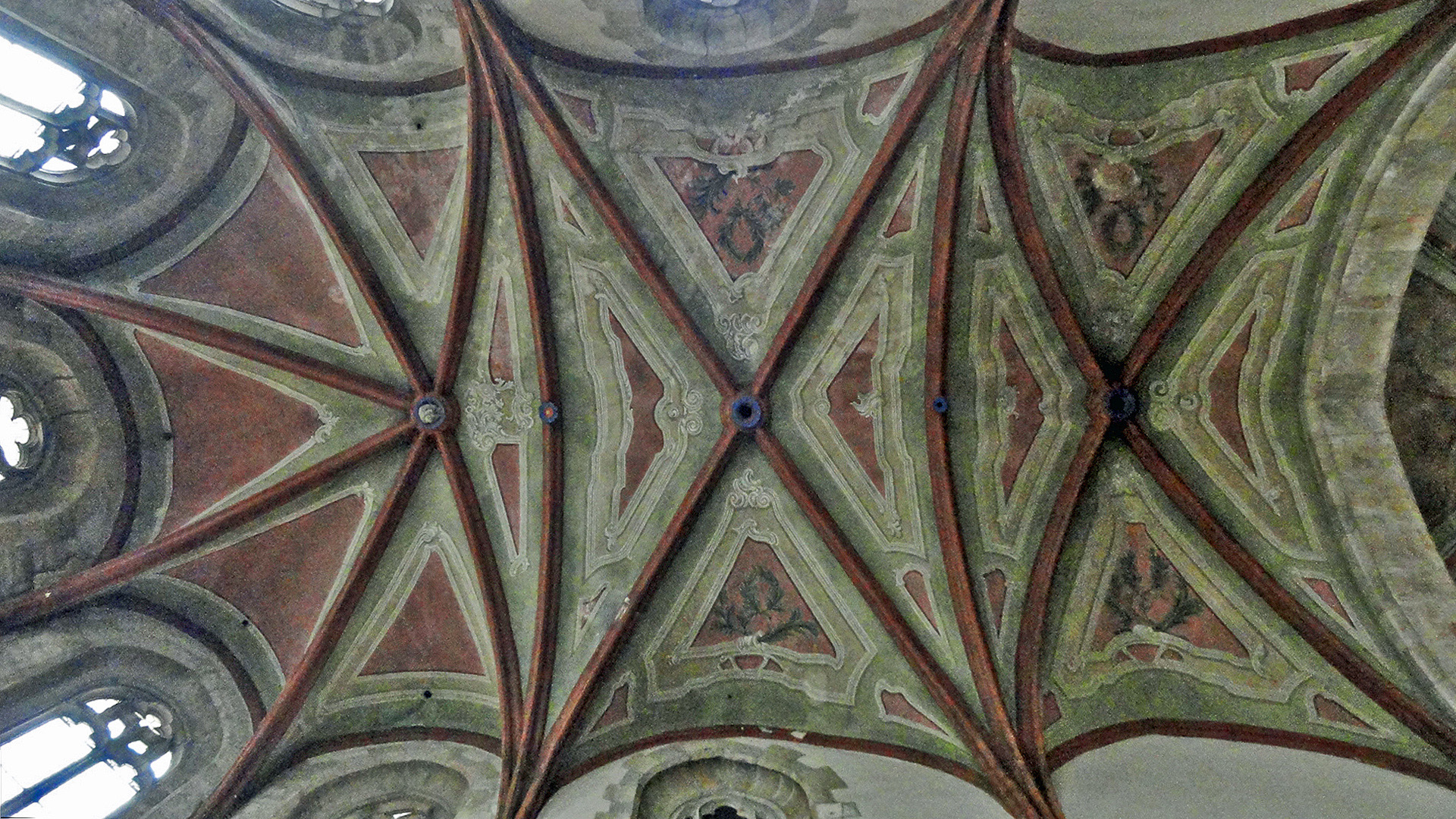
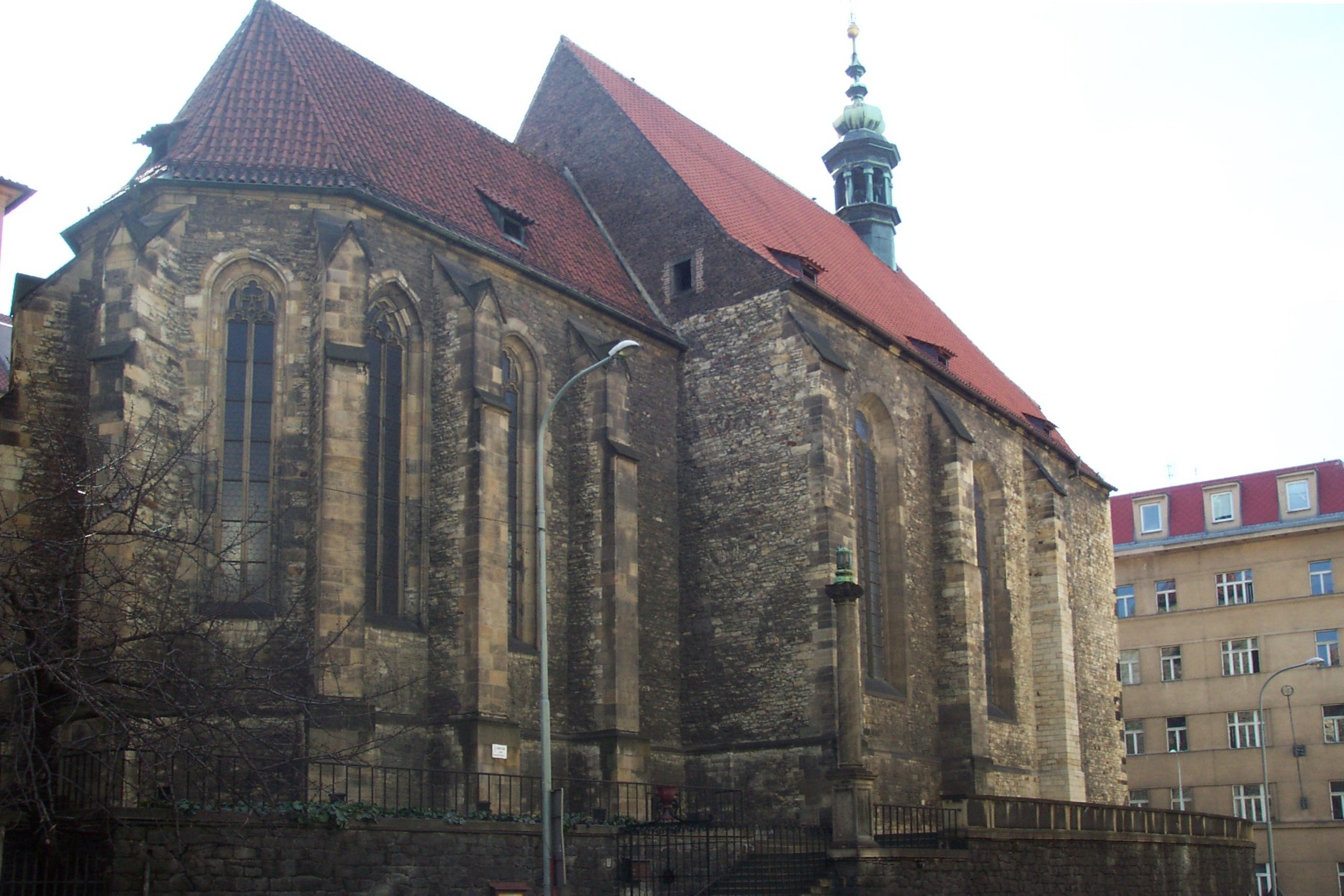
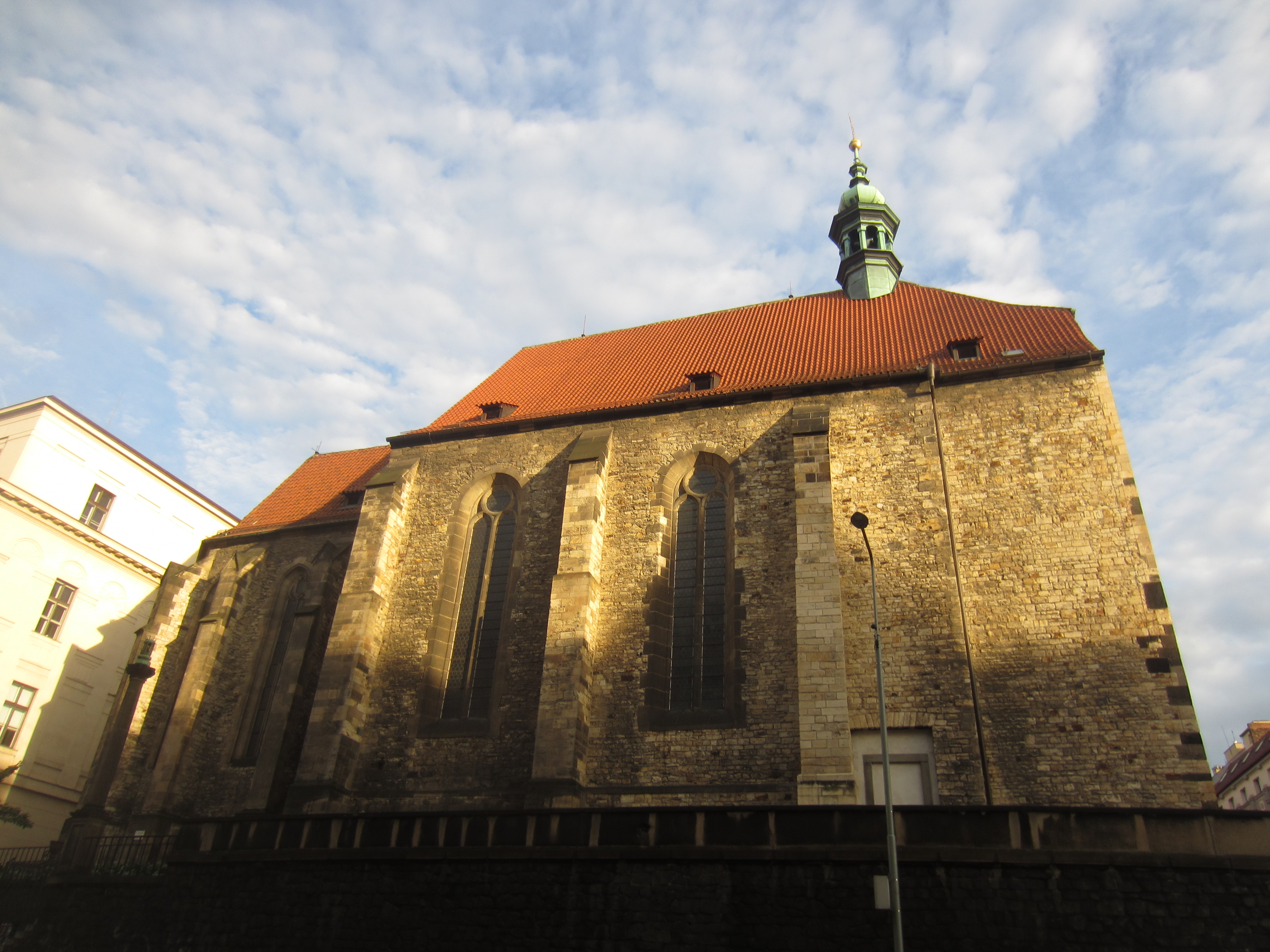
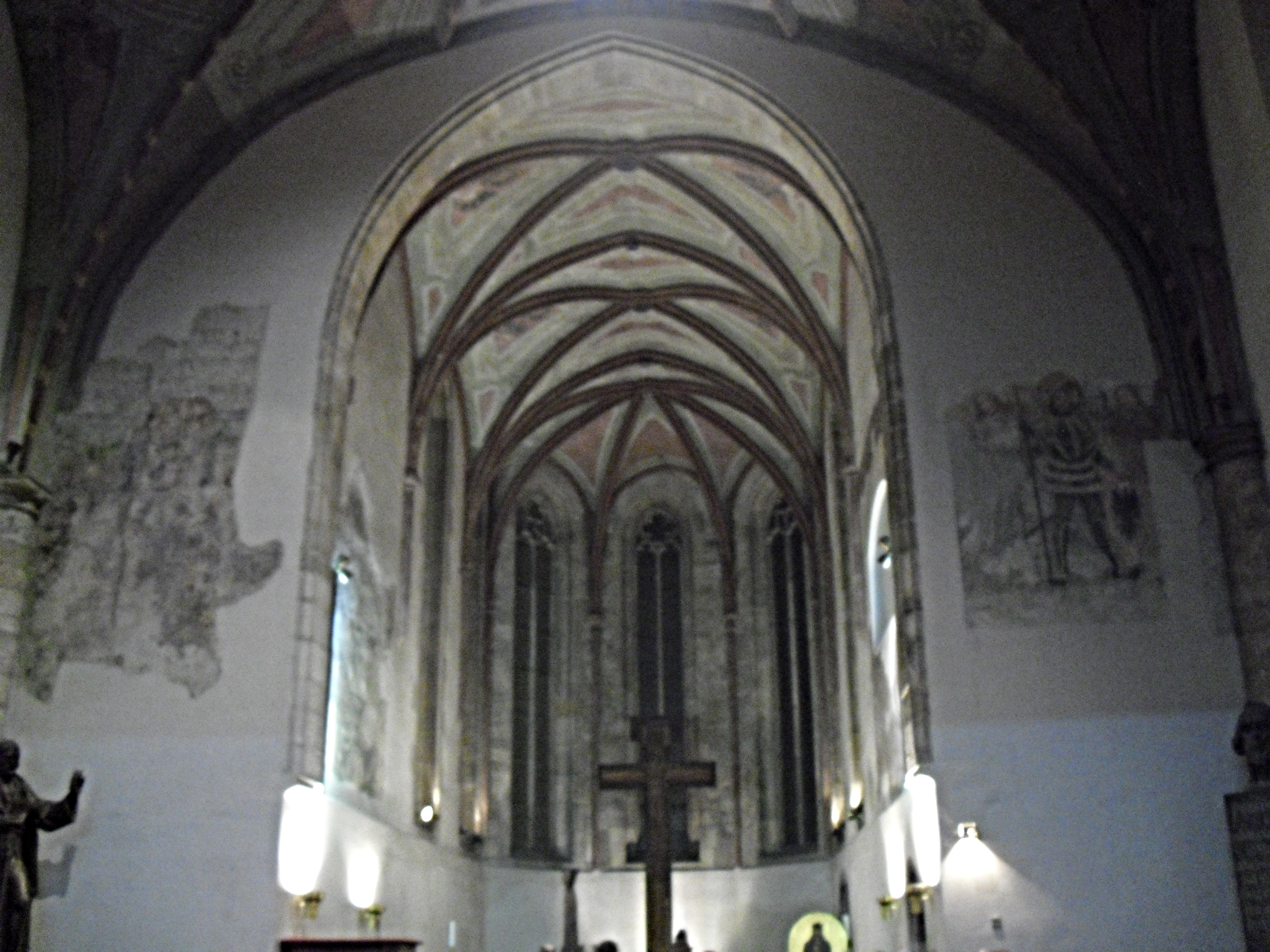
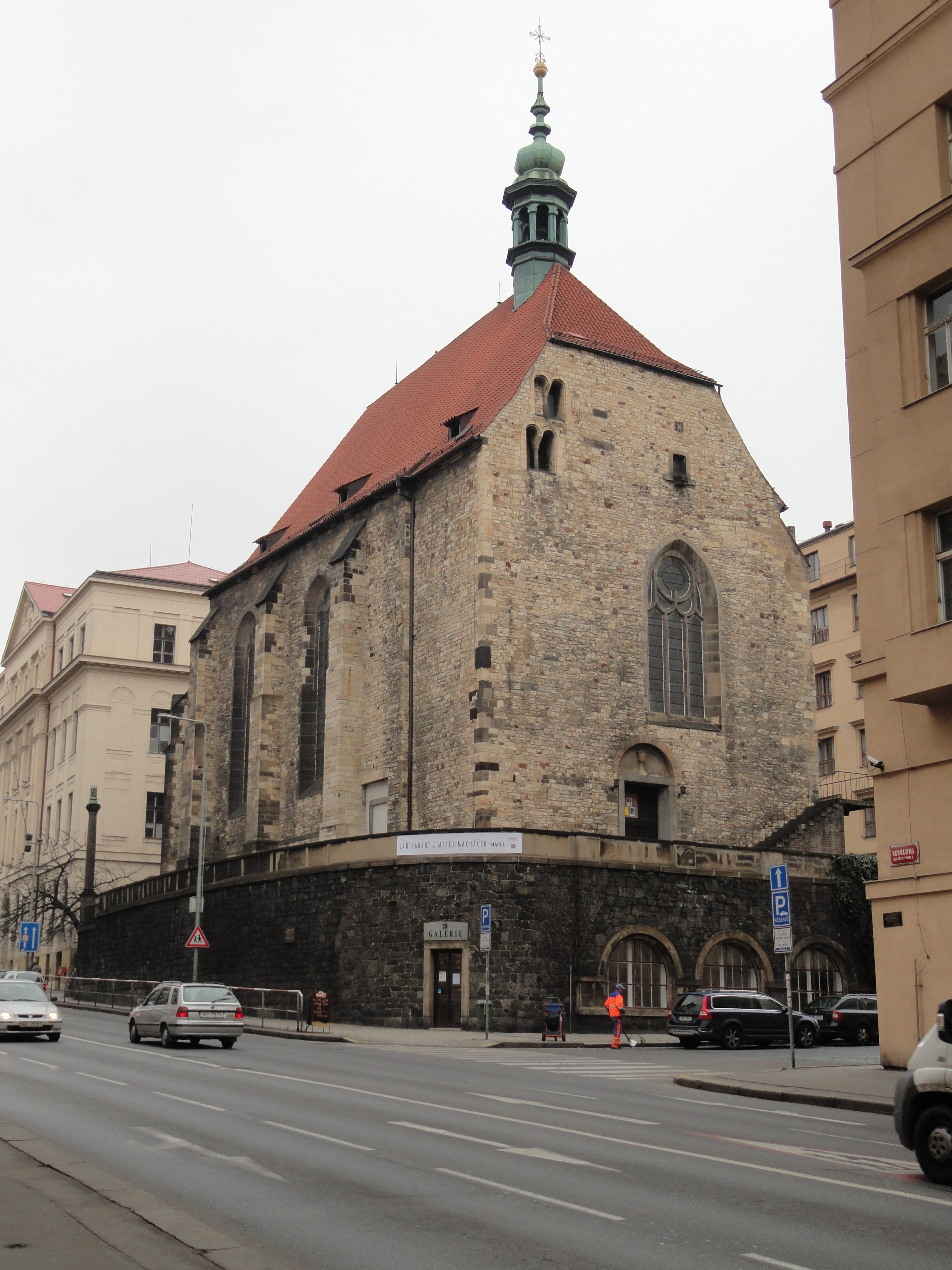

L'église est l'une des églises paroissiales et cimetières de la Nouvelle ville de Prague. Elle est utilisée par l'Église hussite tchécoslovaque depuis 1927.

## Voir également
- Karel Škréta (1610-1674), peintre baroque bohème

## Liens web
- Ressource relative à l'architecture :   - MonumNet
- Notices d'autorité :   - VIAF
  - Tchéquie
- Site Internet de la paroisse (en tchèque)
- Informations sur l'église sur waymarking.com (anglais)